# Vlag van Griekenland
Het ontwerp van de vlag van Griekenland (Grieks: Σημαία της Ελλάδος, in het alledaagse spraakgebruik: Γαλανόλευκη of de Κυανόλευκη, de "blauw-witte") is opgebouwd uit vijf horizontale blauwe balken tegen een witte achtergrond. In de linkerbovenhoek bevindt zich een blauw vierkant met daarin een wit kruis.

## Symboliek
Het kruis staat symbool voor de Griekse Orthodoxie, de grootste godsdienst in Griekenland. De vijf blauwe en vier witte balken staan, naar wordt aangenomen, voor de negen lettergrepen in de zin "Ελευθερία ή Θάνατος" ("Vrijheid of de Dood", " E-ley-the-ri-a i Tha-na-tos"), dit was de oorlogskreet die de Grieken riepen om hun land van de Turken te bevrijden. De Grieken geloofden dat God aan hun zijde stond in hun strijd tegen de Ottomaanse onderdrukkers, de vlag belichaamde hun motto. Een andere verklaring luidt dat de balken staan voor de negen Muzen, de Griekse godinnen van de kunsten en wetenschap uit de Griekse mythologie.

Laat-Byzantijnse vlag, gebaseerd op de Catalaanse Wereldatlas

Graikothomaniki: de rode banden verwijzen naar het Ottomaanse Rijk en de blauwe band naar de Grieken.

Onafhankelijkheidsstrijdvlag, 1821

Vlag van Griekenland, 1822-1969, 1975-1978

Vlag van Griekenland, 1970-1975

De kleuren van de vlag symboliseren de lucht en de zee met blauw en met wit wolken en golven. De huidige vlag is in gebruik sinds 22 december 1978 als nationale vlag. Daarvoor werd deze vlag op zee al gebruikt maar toen met een donkerder kleur blauw. De exacte kleur blauw ligt overigens niet vast, waardoor de Griekse vlag in vele tinten te zien is.

## Geschiedenis

### Oudheid en Byzantijnse periode
Sinds de Oudheid zijn blauw en wit al Griekse kleuren, dus het gebruik van deze kleuren in de huidige en vorige Griekse vlaggen sluit aan bij een eeuwenoude symboliek. In het oude Griekenland werden de kleuren gekoppeld aan de godin Pallas Athene en gebruikte Alexander de Grote ze in banieren, terwijl Grieken in het buitenland vaak herkenbaar waren door hun witte kleren met blauwe details. Ook Herodotus noemde blauw en wit als Griekse kleuren.
Tijdens het Byzantijnse Keizerrijk waren blauw en wit ook de nationale kleuren, maar pas vanaf het bewind van Nicephorus II (963 tot 969) officieel. In de vierde eeuw verscheen er een witte vlag met daarop een blauw kruis als symbool van het keizerrijk. Vaak werd er in elk kwartier een blauwe letter B geplaatst (in de linkerkwartieren in spiegelbeeld). Deze stonden voor: Βασιλεύς Βασιλέων Βασιλεύων Βασιλευόντων ("Koning der Koningen Regerend over hen die Regeren"), het motto van het keizerrijk. Deze vlag werd meestal ter zee gebruikt, maar tijdens de laatste dynastie (die van Palaiologos) ook als vlag van het keizerrijk.

### Ottomaanse Rijk
Tijdens de periode dat het Ottomaanse Rijk over Griekenland heerste, gebruikten de Grieken onofficieel allerlei blauw-witte vlaggen. Deze vlaggen waren meestal voorzien van een dubbelhoofdige adelaar of een kruis. Tussen 1431 en 1639 mocht een bekende Griekse militaire eenheid die onder het gezag van de Ottomaanse keizer stond, de Spachides, in een bepaald gebied een witte vlag voeren met daarop een blauw kruis waarin Sint-Joris de draak vermoordt.
Ook al bestond er sinds 1453 geen Grieks(talig)e staat meer, de Grieken vormden binnen bepaalde geledingen van het Osmaanse rijk allerminst een minderheid. Handel en zeevaart waren bijna uitsluitend Griekse professies. Griekse kooplieden gebruikten als handelsvlag op hun schepen een horizontale driekleur in de kleurencombinatie rood-blauw-rood. Deze zogeheten Graikothomaniki was de vlag die in de Ottomaanse periode het dichtst bij een Griekse nationale vlag in de buurt kwam.

### Vlaggen van de Opstand, Onafhankelijkheidsoorlog en het onafhankelijke Griekenland

Vlag van de Areopaag van Oostelijk Continentaal Griekenland, een voorlopig regime dat bestond in het oosten van Centraal-Griekenland tijdens de Griekse Onafhankelijkheidsoorlog. De vlag is een groen-wit-zwarte driekleur. Het kruis staat voor het orthodoxe christendom, het brandend hart voor de bereidheid om voor onafhankelijkheid te vechten en het anker voor standvastigheid

Tijdens de mislukte Griekse opstand van 1769 werd het blauwe kruis op een wit veld weer gebruikt, nu door de Griekse opstandelingen. Tijdens de Griekse Onafhankelijkheidsoorlog (1821-1827) was deze vlag weer de meest gebruikte en men voorzag aan het begin van deze oorlog dat dit de nationale vlag zou worden wanneer de onafhankelijkheid eenmaal bereikt zou zijn. In januari 1822 besloot men de nationale vlag vast te leggen en werd van de verwachtingen afgeweken. Voor de nationale vlag te land koos men voor een ontwerp waarin een wit kruis op een blauw veld staat (zie de afbeelding rechts). De marine kreeg een vlag met een wit kruis in een blauw kanton met blauwe en witte banen in het veld van de vlag (gelijk aan de huidige nationale vlag). De handelsvlag was het omgekeerde van de marinevlag. In 1828 werd de laatstgenoemde vlag afgeschaft en werd de vlag met kruis en banen de enige vlag ter zee. Deze vlag werd gelijk populair en vaak naast de nationale vlag gehangen. In de periode tussen 1969 en 1975 werd deze vlag 'gepromoveerd' tot enige nationale vlag. In 1975 werd de vlag van 1822 opnieuw de nationale vlag, maar sinds 1978 is dat de vlag met kruis en banen weer.